# AE Apollon Patras
AS Apollon Patras (en griego: Α.Σ. Απόλλων Πατρών), es un equipo de baloncesto griego con sede en la ciudad de Patras, que disputa la competición de la A1 Ethniki. Disputa sus partidos como local en el Apollon Patras Indoor Hall, con capacidad para 3500 espectadores.

## Historia
El club fue fundado en 1947, habiendo participado en la A1 Ethniki, la máxima competición griega, durante 28 temporadas. Su primer ascenso lo logró en 1972, jugando su última temporada en 2007, cuando descendieron a la A2 Ethniki tras quedar en la penúltima posición de la liga.
Ha ganado en dos ocasiones la liga de segunda división, en 1992 y 2003, pero su mqayor éxito fue el alcanzar la final de la Copa de Grecia en 1997, cayendo derrotados ante el Olympiacos.

## Palmarés
- A2 Ethniki: 2 (1992, 2003)
- Subcampeón de la Copa de baloncesto de Grecia 2 (1997, 2015)

## Jugadores destacados
| - Joseph Forte - Todd Fuller - Chris Garner - Pat Durham - Terence Morris - Jimmy Oliver - Buck Johnson | - Rod Sellers - Danya Abrams - Harold Ellis - Dontae' Jones - Derrick Hamilton - Ratko Varda |